# 古賀学 (観光学者)
古賀  学（こが まなぶ、1949年 - ）は、日本の観光学者、地域政策学者。松蔭大学観光文化学部観光文化学科教授。

## 略歴
1949年生まれ。東京農業大学農学部造園学科卒業。1972年（社）日本観光協会入協、国土交通省等の各種調査に携わり、計画調査課長、調査部長、総合研究所長を歴任する。平成2008年より現職。NPO法人観光文化研究所理事長。日本離島研究会幹事長。東京農業大学造園科学科非常勤講師、立教大学観光学部講師を兼務。
国土交通省の水源地域対策アドバイザー・地域振興アドバイザーをはじめ、観光庁の「まちめぐりナビプロジェクト」「観光統計の整備に関する検討懇談会・宿泊旅行統計分科会」「観光ルネサンス事業検討会」などの委員、総務省の「地域の観光振興に貢献する自動音声翻訳の実証実験」採択評価会委員などの役職を歴任する。共著書に『現代交通観光辞典』『都市観光でまちづくり』など。

## 著書
- 「観光カリスマ〜地域活性化の知恵」（共著）学芸出版社、2005年
- 「映画等ロケ誘致計画」「体験型観光」「環境に配慮した観光地づくり」（社団法人日本観光協会「これからの観光地域づくりのための手法」）2005年
- 「現代交通観光辞典」（共著）（創成社）2005年
- 「広域連携による観光振興」（丸善株式会社「観光実務ハンドブック」（共著））2008年
- 「松江市都市観光の挑戦〜楽しいまち歩き観光を目指して」（学芸出版社「都市観光でまちづくり」（共著））2003年
- 「リゾートレクリエーションライフ」「リゾート・レクリエーション・ビジネスの提唱」（マルモプランニング「楽しみを科学するリゾートライフビジネス」（共著））1997年